# Thất hiệp ngũ nghĩa
Thất hiệp ngũ nghĩa (七俠五義), trước đó còn có tên Trung liệt nghĩa hiệp truyện (忠烈義俠傳) và Tam hiệp ngũ nghĩa (三俠五義), là một tiểu thuyết của Trung Quốc viết theo kiểu chương hồi vào thế kỷ 19, gồm 100 hồi. Nguyên bản tiểu thuyết là những câu chuyện kể về Bao Công của Thạch Ngọc Côn, người kể chuyện thời nhà Thanh, được biên tập và soạn thành sách. Tiểu thuyết lấy bối cảnh đời nhà Tống vào thế kỷ 11, xoay quanh cuộc đời của vị quan nổi tiếng Bao Công, cùng các du hiệp đã giúp đỡ ông phá nhiều vụ kỳ án.

## Các nhân vật chính

### Phủ Khai Phong
- Bao Công - phủ doãn của phủ Khai Phong
- Nam hiệp Triển Chiêu, còn được Tống Nhân Tông ban hiệu Ngự Miêu
- Công Tôn Sách - quân sư của Bao Công
- Vương Triều (王朝), Mã Hán (馬漢), Trương Long (張龍), Triệu Hổ (趙虎)

### Thất hiệp
- Bắc hiệp Âu Dương Xuân (北俠 歐陽春)
- Nam hiệp Triển Chiêu (南俠 展昭)
- Song hiệp (雙俠): Huynh đệ Đinh Triệu Lan (丁兆兰) và Đinh Triệu Huệ (丁兆蕙)
- Ám hiệp Hắc Yêu Hồ Trí Hóa (黑妖狐 智化)
- Tiểu hiệp Ngải Hổ (小俠 艾虎)
- Đạo hiệp Tiểu Gia Cát Thẩm Trọng Nguyên (小诸葛 沈仲元)

### Tam hiệp
- Bắc hiệp Âu Dương Xuân (北俠 歐陽春)
- Nam hiệp Triển Chiêu (南俠 展昭)
- Song hiệp (雙俠): Huynh đệ Đinh Triệu Lan (丁兆兰) và Đinh Triệu Huệ (丁兆蕙)

### Ngũ nghĩa
Ngũ nghĩa là năm anh em kết nghĩa, thường được biết tới dưới biệt danh Ngũ thử của Hãm Không đảo (陷空島五鼠). Đó là:
- Toàn thiên thử Lư Phương (鑽天鼠 卢方)
- Triệt địa thử Hàn Chương (徹地鼠 韩彰)
- Xuyên sơn thử Từ Khánh (穿山鼠 徐庆)
- Phiên giang thử Tưởng Bình (翻江鼠 蒋平)
- Cẩm mao thử Bạch Ngọc Đường (锦毛鼠 白玉堂)

## Bản dịch tiếng Việt
Bản dịch tiếng Việt được lưu hành phổ biến hiện này do Phạm Văn Điều dịch, Tín Đức thư xã xuất bản lần đầu năm 1952 ở Sài Gòn.